# Vallepietra
Vallepietra là một đô thị ở tỉnh Roma trong vùng Lazio của Ý, có cự ly khoảng 60 km về phía đông của Roma.
Vallepietra giáp các đô thị: Camerata Nuova, Cappadocia, Filettino, Jenne, Subiaco, Trevi nel Lazio.